# WWE 브롤
WWE 브롤(WWE Brawl)은 THQ 사가 발매한 프로 레슬링 비디오 게임이다. 아직 발매 일정은 발표되지 않았으며 플레이스테이션 3, 엑스박스 360, 닌텐도 위 용으로 개발되었다. 이 게임에는 전•현직 WWE 슈퍼스타들이 출연하며, 기존의 WWE 게임과는 달리 강력하고 빠른 속도의 레슬링 경기를 즐길 수 있다.